# Le Vignole
Le Vignole è un quartiere situato all'interno del comune di Fiumicino (provincia di Roma) quindi all'interno della conurbazione di Roma.

## Storia
Il quartiere, immerso nella campagna romana, negli ultimi anni ha subìto una veloce evoluzione e valorizzazione con lo https://www.aztecalab.com/post/le-vignole-fiumicino e la costruzione di un centro commerciale, il "Parco Commerciale Da Vinci" e la sua più recente estensione, il "Da Vinci Village".
Un accordo tra Amazon e il comune porterà alla costruzione nel quartiere, nel 2022, di un centro logistico da 80.000 metri quadrati di superficie, una delle più grandi realizzazioni in programma in Italia, che favorirà anche la costruzione di opere urbanistiche.

## Collegamenti
Il quartiere è raggiungibile dalla Via Portuense, dall'autostrada A91 che collega Roma con l'aeroporto di Roma-Fiumicino, oppure tramite la stazione della FL1 Stazione di Parco Leonardo.
|  | È raggiungibile dalla stazione di Parco Leonardo. |

 È raggiungibile dall'autostrada: Parco Leonardo
1. ↑  (stima)